# Invesztitúra
Az invesztitúra (lat. vestio 'öltöztet') egyházi jogi szakkifejezés. Elsődleges jelentése beöltöztetés, egyházi közösség (szerzetesrend, társulat stb.) vagy hivatal ruhájának ünnepélyes átadása és fölvétele. Másodlagos, elterjedtebb jelentése: beiktatás hivatalba. A nyugati egyházban két területe volt:
- egyházi hivatal betöltése, valamint
- beiktatás egyházi javadalomba.

Az invesztitúra a történelem folyamán a világi hatalommal való összeütközés szinte állandó területe lett.

## Története
A középkorban a hűbéreseket – legyenek egyháziak vagy világiak – beiktatták a hűbérbirtokukba. Ezután gyakorolhatták a jogaikat. A püspökök beiktatásával kapcsolatban vita alakult ki a pápa és a császár között. Ugyanis a püspököket a pápa nevezte ki, és ezzel birtok is járt, azonban a császár is jogot formált a birtokba való beiktatásra és az ezzel járó hűségesküre. Ez a jogvita volt az alapja az invesztitúraharcnak, amely a főpapi kinevezés jogáról, illetve az ahhoz tartozó birtok felett gyakorolt jogokról szólt.

## A szó jelentése
A szó alapja a vestio ige, amelynek jelentése öltöztet, felruház. Ehhez járul az in előtag, melynek ebben az esetben jelentése: -ba, -be, -ban, -ben. A szó szerinti jelentés 'beöltöztetés', mely magára a folyamatra utal: a hűbéres a ceremónia folyamán megkapja a hűbérbirtoka feletti hatalom ismérveit. Ugyanebből a szótőből származnak az invesztíció (beruházás) és a vesztibulum, vesztibül (előcsarnok, ruhatár) kifejezések is.